# Ernest de Boigne
Ernest de Boigne, noto anche con il nome italianizzato di Ernesto De Boigne, (Chambéry, 7 dicembre 1829 – château de Buisson-Rond, 27 novembre 1895), è stato un politico francese.
Nobile e avvocato savoiardo, è stato deputato al Parlamento subalpino; fautore dell'annessione della Savoia alla Francia nel 1860, è stato in seguito deputato francese durante il Secondo Impero.

## Biografia

### Origini
Paul Ernest Marie de Boigne nasce il 7 dicembre 1829 à Chambéry, allora nel Ducato di Savoia. È figlio del conte Charles-Alexandre de Boigne (1792-1853) e d Marie-Louise-Césarine Vialet de Montbel. È anche nipote del générale Benoît de Boigne.
Eredita alla morte del padre, nel 1853, il titolo "conte", ottenuto dal nonno nel 1816 per concessione del re Vittorio Emanuele I.
Nel 1852 si sposa con Delphine de Sabran-Pontévès (1834-1917), figlia di Marc-Édouard de Pontevès-Bargème, marchese di Bargème.

### Attività politica
È eletto deputato al Parlamento del Regno di Sardegna nel collegio di Chambéry per la VII legislatura. Milita a fianco di Amédée Greyfié de Bellecombe per l'annessione della Savoia alla Francia en 1860.
Fa parte della delegazione di 41 savoiardi (nobili, borghesi, funzionari ministeriali) favorevoli all'annessione, guidata dal conte Amédée Greyfié de Bellecombe, e inviata nel marzo 1860 presso Napoleone III.
Dopo l'annessione della Savoia alla Francia diventa députato del Secondo Impero dal 9 dicembre 1860 4 settembre 1870 per la prima circoscrizione della Savoia. Partecipa anche alle elezioni legislative de 1877, battuto dal repubblicano Nicolas Parent. È anche consigliere generale del Cantone di Yenne (1860-1871).
Si ritira dalla vita politica, ma diventa sindaco di Lucey dal 1888 al 1895.
È fatto cavaliere della Légion d'honneur e dell'Ordine di San Giorgio.
Ernest de Boigne muore nello château de Boigne, a Chambéry.